# Gwen Cooper
Pour les articles homonymes, voir Cooper.
Gwen Elizabeth Cooper est un personnage fictif de la série télévisée britannique Torchwood, une série dérivée de Doctor Who, produite par la BBC. Elle est interprétée par Eve Myles. Dans Torchwood, Gwen est un policier du Pays de Galles, habitante de Cardiff, qui découvre l'existence du mystérieux Institut Torchwood où elle est recrutée par le capitaine Jack Harkness. Son caractère se rapproche de celui des compagnes du Docteur.

## Histoire du personnage

### Saison 1
Gwen apparait dans le premier épisode de Torchwood en 2006, Tout change, où elle - un policier de Cardiff - est témoin de l'interrogatoire que le capitaine Jack Harkness et son équipe font subir à un homme mort, ramené à la vie quelques instants. Elle les suit et enquête sur eux, parvenant à découvrir l'existence de l'institut Torchwood et leur base. Jack efface sa mémoire, mais ses souvenirs reviennent lorsqu'elle est confrontée aux armes étranges en rapport avec des meurtres. Le tueur en série se révèle être Suzie Costello, membre de Torchwood, qui la menace de son arme avant de tuer Jack puis de se suicider. Ce dernier ressuscite peu après et confie à Gwen qu'il ne peut pas mourir. Il la récompense également en lui proposant une place dans son équipe, ce qu'elle accepte. Très vite, les relations entre Jack et Gwen sont ambiguës, même si elle est engagée dans une relation sérieuse avec Rhys Williams. Ses rapports avec ses nouveaux collègues Owen Harper, Ianto Jones et Toshiko Sato se développent très vite. Incapable de parler de son nouveau travail à Rhys, elle tombe dans les bras d'Owen mais cette aventure la plonge dans la culpabilité. Néanmoins, dans le dernier épisode de la première saison, La fin des temps, elle se révolte contre Jack et se montre prête à tout pour ressusciter Rhys. À la fin de cet épisode, Jack meurt, tué par un démon très puissant, mais Gwen veille son corps plusieurs jours, sûre qu'il finira par revenir à la vie. Alors qu'elle se décide enfin à le laisser, elle lui donne un baiser et entend Jack lui chuchoter "merci". Peu de temps après, Jack abandonne l'équipe pour partir à la recherche du Docteur, de retour à Cardiff.

### Saison 2
Gwen remplace Jack comme chef d'équipe par suite de l'absence de ce dernier, et se montre dure quand il revient, l'accusant de les avoir abandonnés. Tôt dans la saison, elle est forcée d'avouer à Rhys la nature de son travail chez Torchwood quand il commence à croire qu'elle a une liaison avec Jack, et refuse que ses coéquipiers effacent la mémoire de son fiancé. Elle dit à Jack, avant de prendre une pilule amnésiante, « Je l'aime mais pas de la manière dont je t'aime ». Dans La mère porteuse, alors qu'elle est enceinte d'un extraterrestre, Gwen refuse de remettre la cérémonie à plus tard parce qu'elle veut se marier avec Rhys quoi qu'il arrive. Son mariage laisse Jack nostalgique. Dans le final de la saison, La faille, c'est Gwen qui coordonne les opérations pour contrer le capitaine John Hart et le jeune frère de Jack, Gray, décidé à se venger de son grand-frère. Gray tue Toshiko, et l'épisode marque également la mort définitive d'Owen. Gwen est effondrée. À la suite de ces événements, elle fait une apparition dans les deux derniers épisodes de la saison 4 de Doctor Who, La Terre volée et La Fin du voyage, au côté de Jack et de Ianto. Le Docteur et Rose Tyler établissent rapidement la ressemblance physique entre Gwen Cooper et Gwineth.

### Saison 3
La saison 3 de Torchwood est en fait un épisode en cinq parties intitulé Les enfants de la Terre. Gwen s'y montre héroïque. Le premier jour (il y en a 5, autant que de parties), des extra-terrestres appelés les 456 communiquent avec la Terre par le biais des enfants et d'un homme entre deux âges, Clem McDonald. Gwen rend visite à Clem qui lui annonce qu'elle est enceinte, annonce confirmée un peu plus tard. Mais le gouvernement britannique est hostile à l'action de Torchwood et elle s'enfuit avec Rhys, rétablissant la base dans un entrepôt de Londres. Elle établit un contact avec Lois Habiba, l'assistante personnel du premier ministre, qui accepte de les aider. Quand Ianto est tué en combattant les 456, Gwen et Rhys retournent vers Cardiff pour protéger la sœur et les neveux et nièces de ce dernier. Dans l'épisode final, Jack quitte la Terre en laissant derrière lui une Gwen enceinte de six mois et désemparée.

## Personnalité
Eve Myles décrit son personnage comme une jeune femme ambitieuse et courageuse. Stephen James Walker pense que ce qui fait de Gwen un personnage fascinant est son ambiguïté morale; elle n'est pas une Mary-Sue. Au contraire, les auteurs ont donné à Gwen plus de consistance, de réalité : toujours selon Walker, on peut dire que c'est la plus complexe et la plus intéressante des cinq membres de l'équipe (Jack, Owen, Tosh, Ianto). Elle aurait une tendance à la suffisance, à l'auto-satisfaction, comme le prouve la façon plutôt légère dont elle peut traiter Rhys, sûre qu'il reviendra toujours vers elle. Même si elle se sentait coupable, elle ne tenait pas à stopper sa liaison avec Owen ; dans Combat, elle n'avoue sa trahison à Rhys qu'après l'avoir drogué et fait ingérer une pilule amnésiante... Walker l'accuse aussi d'hypocrisie dans l'épisode Le Moment de Vérité où elle exige la confiance de Rhys alors qu'elle-même a trahi la confiance de son ami. Cependant, Gwen a conscience de ses limites et essaie de s'améliorer (voir Combat).
Richard Stokes affirme qu'il était prévu que Rhys meurt à la fin de l'épisode La fin des temps, mais que « Russell T Davies lui a donné un sursis. Il s'est rendu compte que, si nous perdions Rhys, nous perdrions le cœur de Gwen. C'est en grande partie grâce à lui que le caractère de Gwen est si fantastique. » 

## Sources
- (en) Cet article est partiellement ou en totalité issu de l’article de Wikipédia en anglais intitulé « Gwen Cooper » (voir la liste des auteurs).